# Randowhänge bei Schmölln
Randowhänge bei Schmölln este o arie protejată (arie specială de conservare — SAC, sit de importanță comunitară — SCI) din Germania întinsă pe o suprafață de 156,79 ha, integral pe uscat.

## Localizare
Centrul sitului Randowhänge bei Schmölln este situat la coordonatele 53°18′31″N 14°08′42″E / 53.3086°N 14.145°E.

## Înființare
Situl Randowhänge bei Schmölln a fost declarat sit de importanță comunitară în septembrie 2000 pentru a proteja 1 specie de animale. Situl a fost protejat și ca arie specială de conservare în februarie 2005.

## Biodiversitate
Situată în ecoregiunea continentală, aria protejată conține 4 habitate naturale: Pajiști stepice subpanonice, Păduri de stejar sau de stejar și carpen sub-atlantice și medio-europene de Carpinion betuli, Păduri pe pante, grohotișuri și ravene de Tilio-Acerion, Păduri aluvionare cu Alnus glutinosa și Fraxinus excelsior (Alno-Padion, Alnion incanae, Salicion albae).
La baza desemnării sitului se află o specie protejată de  nevertebrate: Vertigo moulinsiana.
Pe lângă speciile protejate, pe teritoriul sitului au mai fost identificate 69 de specii de plante, 1 specie de amfibieni, 1 specie de reptile.